# Hilal al-Rasheedi
Hilal al-Rasheedi (arabisch هلال الرشيدي, DMG Hilāl ar-Rašīdī; geb. 28. Oktober 1968 in Al-Tawiyah) ist ein ehemaliger omanischer Sportschütze.
Er trat bei den Olympischen Sommerspielen 2000 in Sydney an. Im Wettbewerb 10 m Luftgewehr kam er auf Platz 44 und im liegenden Anschlag mit dem Kleinkalibergewehr über 50 m auf Platz 25.